# Região Econômica de Kaliningrado
A Região Econômica de Kaliningrado (russo: Калининградский экономический район, tr.: Kaliningradskij èkonomičeskij rajon) é uma das doze Regiões Econômicas da Rússia. Esta Região Econômica é formada unicamente pelo Oblast de Kaliningrado, em razão da peculiaridade desta unidade da Federação, que é um exclave russo entre a Polônia, a Lituânia e o Mar Báltico, sem fronteiras terrestres com o resto do país.
Com a plena integração da Lituânia na União Europeia, a Federação Russa deparou-se com uma situação inusitada e indesejada, pois o movimento terrestre de pessoas e mercadorias entre Kaliningrado e o resto do país se realiza, obrigatoriamente, pelo território lituano, portanto terá que obedecer a critérios europeus, como por exemplo, a possível imposição de vistos ou taxas alfandegárias. Os russos declaram ser esta possibilidade inaceitável, criando-se uma questão diplomática ainda em aberto.

A Rússia e a Região Econômica de Kalinigrado

## Composição
1. Oblast de Kaliningrado